# Pas de Castilló
El Pas de Castilló és un pas de muntanya situat a 1.017,7 metres d'altitud del terme municipal de Conca de Dalt, dins del vell enclavament dels Masos de Baiarri, pertanyent a l'antic municipi de Claverol, al Pallars Jussà.
És a la Roqueta, a la carena emmarcada a llevant per la Llau Fonda i a ponent pel barranc de les Llaus, al nord-est dels Masos de Baiarri. És al sector nord-oriental de l'enclavament d'aquest nom.